# 灰體軟梳䲁
灰體軟梳䲁（學名：Malacoctenus gilli），為輻鰭魚綱䲁形目脂䲁科軟梳䲁屬的一個種，分布於西大西洋巴哈馬至古巴，向南穿越安的列斯群島至古拉索及中美洲海域，深度1至5公尺，本魚頭部細長，吻尖，鼻孔上有1條單觸鬚，眼上1條長而叉狀的觸鬚，頸背兩側各有1對長觸鬚，具3-7條分枝，上顎兩側無齒，背鰭棘與鰭條之間有缺口，側線鱗42-47片，體淺灰色至深灰色，下部顏色較淺，有時上背部呈粉紅色，鱗片邊緣為深色，中心為白色，身體有延伸至背鰭的不明顯的深色條紋，背鰭前部有一個明顯的深色眼斑，背鰭硬棘19-20枚、背鰭軟條9-11枚、臀鰭硬棘2枚、臀鰭軟條19-20枚，體長可達7.6公分，棲息在海草生長、有石頭的沙底質海床，以小型無脊椎動物為食，生活習性不明。